# P-blocket

P-blocket är chokladbrunt

P-blocket, ett av periodiska systemets block, utgörs av ämnena i grupperna 13-18 i periodiska systemet undantaget helium. Det gemensamma för dessa ämnen är att det yttersta elektronskalet innehåller elektroner av typ p (p-orbitaler). Elektronkonfigurationen i det yttersta skalet för dessa ämnen är alla på formen ns2npx där x varierar från 1 till 6.
Ämnesgrupper som ingår:
- 13 (IIIB, IIIA): borgruppen
- 14 (IVB, IVA): kolgruppen
- 15 (VB, VA): kvävegruppen
- 16 (VIB, VIA): syregruppen
- 17 (VIIB, VIIA): halogener
- 18 (VIIB, VIIIA): ädelgaser